# Botanophila deuterocerci
Botanophila deuterocerci este o specie de muște din genul Botanophila, familia Anthomyiidae, descrisă de Jin în anul 1983. Conform Catalogue of Life specia Botanophila deuterocerci nu are subspecii cunoscute.